# 大楠植村
大楠植村（おおくすうえむら）は、高知県香美郡にあった村。現在の香美市の南西部、新改川の左岸にあたる。

## 地理
- 河川：新改川

## 歴史
- 1889年（明治22年）4月1日 - 町村制の施行により、楠目村・植村・大法寺村の区域をもって発足。
- 1954年（昭和29年）9月1日 - 山田町・佐岡村・片地村・明治村・長岡郡新改村と合併して土佐山田町が発足。同日大楠植村廃止。

## 行政

### 歴代村長
| 初代   | 楠目玄     | 1889年（明治22年）5月  |
| 2代目  | 楠目玄     | 1890年（明治23年）1月  |
| 3代目  | 乾光輝     | 1891年（明治24年）2月  |
| 4代目  | 楠目玄     | 1893年（明治26年）9月  |
| 5代目  | 浜田孜郎   | 1894年（明治27年）1月  |
| 6代目  | 小川市馬   | 1898年（明治31年）9月  |
| 7代目  | 野中善郎   | 1899年（明治32年）8月  |
| 8代目  | 楠目虎治   | 1900年（明治33年）9月  |
| 9代目  | 前田徳治   | 1901年（明治34年）4月  |
| 10代目 | 島崎久万太 | 1902年（明治35年）1月  |
| 11代目 | 小川市馬   | 1906年（明治39年）1月  |
| 12代目 | 小川市馬   | 1910年（明治43年）2月  |
| 13代目 | 乾光栄     | 1914年（大正3年）2月   |
| 14代目 | 鍵山幸重   | 1915年（大正4年）6月   |
| 15代目 | 島崎一     | 1917年（大正6年）7月   |
| 16代目 | 高芝利盛   | 1920年（大正9年）9月   |
| 17代目 | 楠目昇吉   | 1924年（大正13年）10月 |
| 18代目 | 千頭伊勢治 | 1925年（大正14年）8月  |
| 19代目 | 幾井七五郎 | 1926年（昭和元年）7月  |
| 20代目 | 幾井宅馬   | 1930年（昭和5年）7月   |
| 21代目 | 小松茂秋   | 1932年（昭和7年）2月   |
| 22代目 | 小松茂秋   | 1936年（昭和11年）2月  |
| 23代目 | 幾井真水   | 1937年（昭和12年）3月  |
| 24代目 | 幾井真水   | 1939年（昭和14年）10月 |
| 25代目 | 前田忠次   | 1942年（昭和17年）7月  |
| 26代目 | 北村友幸   | 1947年（昭和22年）4月  |
| 27代目 | 幾井七五郎 | 1947年（昭和22年）6月  |
| 28代目 | 高野源吉   | 1949年（昭和24年）8月  |

（土佐山田町史編纂委員会『土佐山田町史』土佐山田町教育委員会、1979年、1180-1181頁）

## 交通

### 鉄道路線
日本国有鉄道の土讃線が村域を通過していたが、駅は所在しなかった。